# Podagrion shirakii
Podagrion shirakii är en stekelart som beskrevs av Crawford 1913. Podagrion shirakii ingår i släktet Podagrion och familjen gallglanssteklar.
Artens utbredningsområde är Taiwan. Inga underarter finns listade i Catalogue of Life.